# Его жена курица
«Его́ жена́ ку́рица» — мультфильм для взрослых, который создал режиссёр Игорь Ковалёв на студии «Пилот». Премьера состоялась в мае 1990 года.

## Сюжет
Сюрреальный фильм о семейной жизни. Жена без конца возится на кухне, готовит ужин, заботится о странном домашнем животном — гусенице с человеческой головой. Муж в это время запускает автобус-проигрыватель по граммофонной пластинке. Неожиданно в дом приходит незнакомец в шляпе, плаще и маске. Он рассказывает хозяину дома, что его жена — курица, в результате чего тот выгоняет её из дома. Но время показывает, что хозяин дома не может дальше жить без неё и звонит ей, чтобы она вернулась. Вернувшись, жена видит птичьи ноги мужа. Закрывая лицо, она уходит прочь.
Сюжет мультфильма довольно сложен для восприятия, и существует множество кардинально отличающихся друг от друга трактовок его скрытого смысла.

## Создатели
- Режиссёр — Игорь Ковалёв
- Редактор — Любовь Георгиева
- Оператор — Иосиф Голомб
- Композитор — Александр Гольдштейн
- Сценарий — Игорь Ковалёв, Евгений Назаренко
- Художник — Юрий Пронин
- Аниматоры — Андрей Свислоцкий, Евгений Делюсин, Юрий Пронин
- Художественный руководитель — Александр Татарский

## Фестивали и награды
- По версии «Международной ассоциации анимационного кино» мультфильм вошёл в список 50 лучших короткометражных мультфильмов, созданных с 1960 по 2010 год[1].
- 1990 — «Каннский кинофестиваль» — номинация на «Золотую пальмовую ветвь» в категории лучший короткометражный фильм[2].
- 1990 — МФАК в Оттаве (Канада) — «Гран-при»[3].
- 1990 — МКФ «Крок» — Первый приз в категории «До 20 минут»[4].

## Музыка
В мультфильме звучит кабардинская песня «Си пакъ!» в исполнении Владимира Барагунова.